# 공용지역
공용지역(公用地域)은 토지에 대하여 부과되는 공용제한지역이다. 다른말로 공공공지 라고도 한다. 즉, 특정한 공익사업을 위해 특정 토지 위에 부과되는 공법상 제한을 말한다. 공용지역은 토지에 딸린 물상부담이므로 그 토지의 이전과 함께 공용지역의 효과도 이전된다. 공용지역은 그 제한의 대상이 토지라는 점에서 부동산, 동산, 무체재산권 위에 부과하는 공용제한과 다르다.